# Sidney Lumet
Sidney Arthur Lumet (Filadelfia, 25 de junio de 1924-Nueva York, 9 de abril de 2011) fue un director, productor y guionista estadounidense. Con una carrera profesional de más de 50 años, es recordado por sus películas 12 Angry Men (1957), Larga jornada hacia la noche (1962), Serpico (1973), Murder on the Orient Express (1974), Tarde de perros (1975), Network (1976), The Verdict (1982) y Before the Devil Knows You're Dead (2007), entre otras.

## Biografía

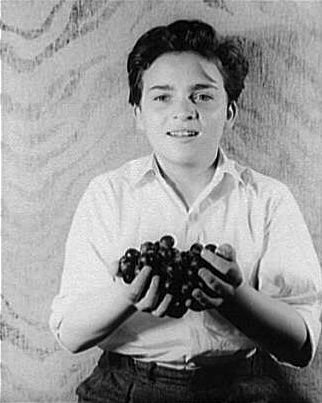
Sidney Lumet en 1939

Lumet nació en Filadelfia y creció en el barrio del Lower East Side de Manhattan. Estudió interpretación teatral en la Professional Children's School de Nueva York y en la Universidad de Columbia.
Sus padres, Baruch y Eugenia (de soltera Wermus) Lumet, eran veteranos del teatro que migraron a Estados Unidos desde Polonia en 1922 dos años antes del nacimiento de Sidney y que se convirtieron en referentes del teatro yiddish en Nueva York. Su padre, actor, director, productor y escritor, había nacido y estudiado arte dramático en Varsovia y su madre que era bailarina, murió cuando él era un niño. Tuvo una hermana mayor.  Sidney debutó como actor en la radio a los cuatro años y en el escenario del Yiddish Art Theatre de Nueva York a los cinco años.  En la década de 1930 también apareció en varias producciones de Broadway,  entre ellas Dead End (1935) y The Eternal Road, de Kurt Weill. Debutó en el cine con 15 años en la película One Third of a Nation (1939). En 1947 comenzó a dirigir sus propias obras de teatro en el off-Broadway y dirigió a actores como Yul Brynner, Eli Wallach y otros miembros del Actor's Studio. Lumet hizo su debut detrás de la cámara al principio de la década de 1950 como director de televisión en la CBS. En ella destacan los 150 episodios de la serie Danger (1950) y los 26 de You Are There (1953).
El comienzo en el cine de Lumet fue prometedor, con el éxito comercial y de crítica de 12 Angry Men (1957). Por esta película, ganó el Oso de Oro en el Festival de Berlín y su primera nominación al premio Óscar en la categoría de mejor película, mejor director y mejor guion adaptado.
Sus siguientes realizaciones, Stage Struck (1958) y Esa clase de mujer (1959), no estuvieron a la altura de su debut, como tampoco lo estuvo la dirección que hizo de Marlon Brando y Anna Magnani en Piel de serpiente (1959). 
A pesar de esos fracasos, el comienzo de la década de 1960 fue una de las épocas más fructíferas de Lumet. Comenzó con la sólida adaptación del clásico de Arthur Miller Panorama desde el puente (1961), con Raf Vallone y Maureen Stapleton, a la que siguió una de sus obras maestras del periodo, Larga jornada hacia la noche (1962), del dramaturgo Eugene O'Neill y protagonizada por Katharine Hepburn, Ralph Richardson, Dean Stockwell y Jason Robards. 
Después de este gran éxito, llegó el título menor Punto límite (1964), drama sobre la Guerra fría. Pero se recuperó con El prestamista (1964), que trata de un superviviente del Holocausto que vive en Nueva York, y que relata sus experiencias en los campos de concentración. El papel protagonista fue interpretado por Rod Steiger, por el que fue nominado al premio Óscar. El director siguió investigando los horrores de la guerra en su posterior proyecto La colina (1965), con Sean Connery, con el que empezaría una fructífera relación profesional. 
Lumet dio un giro en sus películas al siguiente año, dirigiendo el drama El grupo (1966) y, posteriormente, el thriller de espionaje Llamada para el muerto (1966), con James Mason, Maximilian Schell y Simone Signoret.
La década de 1960 no terminó tan bien para Lumet como empezó. La comedia Bye Bye Braverman (1968) y la adaptación de la obra de Antón Chéjov La gaviota (1968) fueron grandes fracasos. Tampoco tuvieron mucho mejor aceptación de público y crítica The Appointment (1969) y Last of the Mobile Hot Shots (1970). La única buena crítica que recibió Lumet por aquellos años fue el documental que realizó juntamente con Joseph L. Mankiewicz, King: A Filmed Record... Montgomery to Memphis (1970), sobre Martin Luther King, que fue nominado a un premio Óscar. 
En 1971 filmó Supergolpe en Manhattan, con Sean Connery. Esta película consiguió un aceptable éxito de taquilla, cosa que no sucedió con Child's Play (1972), ni con The Offence (1972). 
Después de los anteriores fracasos, Lumet se quiso apuntar al cine denuncia que empezaba a triunfar en Hollywood. Su primer título no pudo ser más acertado, el thriller policial Serpico (1973), que relata la corrupción de la Policía de Nueva York. El filme fue protagonizado por Al Pacino y fue también el comienzo de una de las épocas más brillantes de su carrera cinematográfica. La película recibió críticas excelentes y fue un éxito de taquilla. Al Pacino ganó el premio Globo de Oro por su actuación, y la película recibió además dos nominaciones al premio Óscar. 
Después de Lovin' Molly (1974) se dedicó a la adaptación a la pantalla del clásico de Agatha Christie Asesinato en el Orient Express (1974), que reunió a grandes actores, como Albert Finney, Lauren Bacall, Sean Connery e Ingrid Bergman. La película tuvo seis nominaciones al premio Óscar e Ingrid Bergman ganó su tercera estatuilla. 
Después de esto, dirigió a Al Pacino en Tarde de perros (1975), una película sobre un robo en Nueva York, que también recibió seis nominaciones al premio Óscar: a la mejor película, mejor director, mejor actor, actor de reparto y montaje, y un premio a Frank Pierson, al mejor guion original. 
Su siguiente título, Network (1976), fue una sátira sobre el mundo de la televisión. La película ganó cuatro premios Óscar: al mejor actor (Peter Finch), a la mejor actriz (Faye Dunaway), a la mejor actriz secundaria (Beatrice Straight) y al mejor guion original (Paddy Chayefsky). 
Después de estos éxitos, se lanzó a proyectos más ambiciosos que no tuvieron tanto éxito, exceptuando Equus (1977), una adaptación a la pantalla de la polémica obra de teatro de Peter Shaffer, por la cual Richard Burton y Peter Firth fueron nominados al premio Óscar. La película no fue tan bien acogida como sus anteriores títulos. Su película El mago (1978) fue un fracaso de crítica y de taquilla. Tampoco tuvo éxito Dime lo que quieres (1980), sobre una performance de Alan King. 
Lumet volvió a remontar el vuelo con El príncipe de la ciudad (1981) y Veredicto final (1982), con Paul Newman, James Mason, Jack Warden y Charlotte Rampling. 
Los siguientes títulos del director fueron el polémico drama Daniel (1983), con Timothy Hutton, sobre la historia de dos jóvenes ejecutados por espionaje durante la época de la caza de brujas de Hollywood. A ella le siguieron la comedia Buscando a Greta (1984), Power (1986) y A la mañana siguiente (1986).
Al final de la década de 1980 y comienzo de la de 1990, su actividad se fue poco a poco espaciando. En 1988, realizó Un lugar en ninguna parte (1988). La historia retrata a una familia que tiene que huir del FBI porque los padres (Christine Lahti y Judd Hirsch) cometen un atentado en un laboratorio de napalm en 1971 en protesta por la Guerra del Vietnam. Recibió dos nominaciones al Óscar: al mejor actor secundario (River Phoenix) y al guion original (Naomi Foner). 
Otras películas fueron Negocios de familia (1989), con Sean Connery, Dustin Hoffman y Matthew Broderick, y Distrito 34: corrupción total (1990), con Nick Nolte, Timothy Hutton y Armand Assante, entre otras. En la década de 1990 realizó Una extraña entre nosotros (1992), El abogado del diablo (1993) y el remake de la película de John Cassavetes Gloria (1999). 
En 2005 recibió el premio Óscar Honorífico por su trayectoria.
Sus últimas películas fueron Find Me Guilty (2006), que se basa en la historia real de Giacomo "Jackie Dee" DiNorscio, y Before the Devil Knows You're Dead (2007), cuya trama gira en torno a dos hermanos que organizan el robo de la joyería de sus propios padres.

## Estilo de dirección y temas

### Realismo y estilo enérgico
El crítico de cine Owen Gleiberman ha observado que Lumet era un "francotirador duro" que, debido a que se formó durante la edad de oro de la televisión en la década de 1950, se hizo famoso por su enérgico estilo de dirección. Las palabras "Sidney Lumet" y "energía", añade, se convirtieron en sinónimos: "La energía estaba presente en los momentos más tranquilos. Era una energía interior, un zumbido de la existencia que Lumet observaba en la gente y sacaba a relucir... [cuando] salía a las calles de Nueva York... las volvía eléctricas:

Era una energía de clase trabajadora de los barrios periféricos. Las calles de Lumet eran tan mezquinas como las de Scorsese, pero las de Lumet parecían más sencillas que poéticas. Canalizaba esa vitalidad sórdida de Nueva York con tal fuerza natural que era fácil pasar por alto lo que realmente suponía el logro. Captó ese ambiente neoyorquino como nadie porque lo vio, lo vivió, lo respiró... pero luego tuvo que salir y escenificarlo, o recrearlo, casi como si estuviera montando un documental, dejando que sus actores se enfrentaran como depredadores aleatorios, insistiendo en la mayor luz natural posible, haciendo que las oficinas parecieran tan feas y burocráticas como eran porque sabía, por debajo de eso, que no eran sólo oficinas sino guaridas, y que había una intensidad más profunda, casi una especie de belleza, en captar la crudeza de la realidad tal y como era realmente. 

### Desarrollo del personaje
La biógrafa Joanna Rapf observa que Lumet siempre había sido un director independiente, y que le gustaba hacer películas sobre "hombres que reúnen valor para desafiar al sistema, sobre el pequeño contra el sistema".: Intro  Esto incluye también a los personajes femeninos, como en Garbo Talks (1984). Su protagonista, Anne Bancroft encarnaba el tipo de representación del personaje que le atraía: "una activista comprometida con todo tipo de causas, que defiende los derechos de los oprimidos, que es vivaz, franca, valiente, que se niega a conformarse por conveniencia y cuya forma de entender la vida le permite morir con dignidad...". En muchos sentidos, Garbo Talks es un regalo a Nueva York".
En una entrevista de 2006, dijo que siempre le había "fascinado el coste humano que supone seguir pasiones y compromisos, y el coste que esas pasiones y compromisos infligen a los demás". Este tema está en el centro de la mayoría de sus películas, señala Rapf, como sus películas basadas en hechos reales sobre la corrupción en el Departamento de Policía de Nueva York o en dramas familiares como Daniel (1983).

### Psicodramas
El historiador cinematográfico Stephen Bowles cree que Lumet se sentía más cómodo y era más eficaz como director de psicodramas serios, en contraposición a los entretenimientos ligeros. Sus nominaciones a los Oscar, por ejemplo, fueron todas por estudios de personajes de hombres en crisis, desde su primera película, Doce hombres furiosos, hasta El veredicto. Lumet destacó por su capacidad para poner drama en la pantalla. La mayoría de sus personajes están impulsados por obsesiones o pasiones, como la búsqueda de la justicia, la honestidad y la verdad, o los celos, la memoria o la culpa. A Lumet le intrigaban las condiciones obsesivas, escribe Bowles.
Los protagonistas de Lumet solían ser antihéroes, hombres aislados y sin excepciones que se rebelan contra un grupo o institución. El criterio más importante para Lumet no era simplemente si las acciones de las personas están bien o mal, sino si eran genuinas y estaban justificadas por la conciencia del individuo. El denunciante Frank Serpico, por ejemplo, es el héroe por excelencia de Lumet, a quien describió como un "rebelde con causa".
Un ejemplo anterior de psicodrama fue The Pawnbroker (1964), protagonizada por Rod Steiger. En ella, Steiger interpretaba a un superviviente del Holocausto cuyo espíritu se había quebrado y que vive el día a día como gerente de una casa de empeños en Harlem. Lumet utilizó la película para examinar, con flashbacks, las cicatrices psicológicas y espirituales con las que vive el personaje de Steiger, incluida su capacidad perdida de sentir placer. Steiger, que hizo casi 80 películas, dijo durante una entrevista televisiva que la película era su favorita como actor.

### Cuestiones de justicia social
Serpico' (1973) fue la primera de las cuatro películas "seminales" que Lumet realizó durante la década de 1970 y que le marcaron como "uno de los más grandes cineastas de su generación". Era la historia del poder y la traición en el cuerpo de policía de Nueva York, con un policía idealista luchando contra obstáculos imposibles.
Como Lumet era un niño durante la Depresión, creció pobre en la ciudad de Nueva York y fue testigo de la pobreza y la corrupción a su alrededor. Eso le inculcó a una edad temprana la importancia de la justicia para una democracia, un tema que intentó plasmar en sus películas. Sin embargo, admitió que no creía que el cine en sí tuviera el poder de cambiar nada. "Hay, como él dice, mucha 'mierda' con la que lidiar en la industria del entretenimiento, pero el secreto de un buen trabajo es mantener tu honestidad y tu pasión". El historiador de cine David Thomson escribe sobre sus películas:

Tiene temas constantes: la fragilidad de la justicia, y la policía y su corrupción. Lumet se hizo rápidamente con el aprecio... [y] adquirió el hábito de los grandes temas - Fail Safe,El prestamista,La colina, - y parecía debatirse entre la torpeza y el patetismo. ... Era esa rareza de los años 70, un director feliz de servir a su material - pero aparentemente no tocado o cambiado por él. ... Su sensibilidad con los actores y con los ritmos de la ciudad le han convertido en "el descendiente más longevo de Estados Unidos de la tradición neorrealista de los años 50 y de su urgente compromiso con la responsabilidad ética.<

### Los escenarios de Nueva York
Lumet siempre prefirió trabajar en Nueva York y rehuyó el dominio de Hollywood. Como director se identificó mucho con la ciudad de Nueva York. "Siempre me ha gustado estar en el mundo de Woody Allen", decía. Afirmaba que "la diversidad de la ciudad, sus numerosos barrios étnicos, su arte y su crimen, su sofisticación y su corrupción, su belleza y su fealdad, todo ello alimenta lo que le inspira". Consideraba que para crear es importante enfrentarse a la realidad a diario. Para Lumet, "Nueva York está llena de realidad; Hollywood es una tierra de fantasía".
Según los historiadores del cine Scott y Barbara Siegel, Lumet utilizó una y otra vez la ciudad de Nueva York como telón de fondo -si no como símbolo- de su "preocupación por la decadencia de Estados Unidos". Lumet se sentía atraído por las historias relacionadas con el crimen con ambientación urbana neoyorquina en las que los criminales se ven atrapados en una vorágine de acontecimientos que no pueden entender ni controlar, pero que se ven obligados a resolver.

### Uso de temas judíos contemporáneos
Al igual que otros directores judíos de Nueva York como Woody Allen, Mel Brooks y Paul Mazursky, los personajes de Lumet a menudo hablaban abiertamente de temas controvertidos de la época. Se sentían libres como cineastas y su arte se "filtraba a través de su conciencia judía", escribió el historiador cinematográfico David Desser. Lumet, como los demás, a veces recurría a temas judíos para desarrollar sensibilidades étnicas características de la cultura estadounidense contemporánea, : 3  destacando dinámicamente sus "tensiones únicas y su diversidad cultural". Esto se reflejaba en parte en la preocupación de Lumet por la vida en la ciudad.: 6  Su película Una extraña entre nosotros (1992), por ejemplo, es la historia de una agente de policía encubierta y sus experiencias en una comunidad jasídica de la ciudad de Nueva York.
El tema de la "culpa", explica Desser, domina muchas de las películas de Lumet. Desde su primer largometraje, 12 Angry Men (1957), en el que un jurado debe decidir la culpabilidad o inocencia de un joven, hasta Q&A (1990), en la que un abogado debe determinar la cuestión de la culpabilidad y responsabilidad de un policía inconformista, la culpabilidad es un hilo conductor que recorre muchas de sus películas. En una película como Asesinato en el Orient Express (1974), todos los sospechosos son culpables.: 172 
Sus películas también se caracterizaban por un fuerte énfasis en la vida familiar, a menudo mostrando tensiones dentro de la familia.: 172  Este énfasis en la familia incluía "familias sustitutas", como en la trilogía policíaca formada por Serpico (1973), El príncipe de la ciudad (1981) y Q & A'. También se retrata a una "familia poco tradicional" en Tarde de perros (1975).: 172 

### Técnicas de dirección
Lumet siempre había preferido el naturalismo o el realismo, según Joanna Rapf. No le gustaba el "look de decorador", en el que la cámara podía llamar la atención sobre sí misma. Editaba sus películas de forma que la cámara pasara desapercibida. Su director de fotografía Ron Fortunato decía que "Sidney se volvía loco si veía un look demasiado artístico".
En parte porque estaba dispuesto y era capaz de abordar tantas cuestiones y problemas sociales importantes, consiguió interpretaciones sólidas de los actores principales y un buen trabajo de los actores de carácter. Es "una de las figuras incondicionales del cine neoyorquino. Se atiene a los buenos guiones, cuando los consigue", dijo el crítico David Thomson. Aunque los críticos dieron opiniones diversas sobre sus películas, en general la obra de Lumet goza de gran estima. La mayoría de los críticos lo han descrito como un director sensible e inteligente, con buen gusto, el valor de experimentar con su estilo y un "don para manejar a los actores".
En una cita de su libro, Lumet hizo hincapié en la logística de la dirección:

Alguien me preguntó una vez cómo era hacer una película. Dije que era como hacer un mosaico. Cada montaje es como una pequeña baldosa (un montaje, el componente básico de la producción de una película, consiste en una posición de cámara y su iluminación asociada). Lo coloreas, le das forma, lo pules lo mejor que puedas. Harás seiscientas o setecientas, quizá mil. (En una película puede haber fácilmente ese número de montajes.) Luego los pegas literalmente y esperas que sea lo que te habías propuesto hacer.

El crítico Justin Chang añade que la habilidad de Lumet como director y en el desarrollo de historias sólidas, continuó hasta su última película en 2007, escribiendo de su "toque ágil con los intérpretes, su capacidad para sacar gran calidez y humor picante con una mano y engatusarlos hacia extremos cada vez más oscuros y angustiosos de la emoción con la otra, estaba en exhibición gratificante en su película final irónicamente titulada, Antes que el diablo sepa que has muerto.".

### Visión de futuras películas
En una entrevista con la revista New York, dijo que espera ver más directores de diferentes etnias y comunidades, contando sus historias. "Empecé haciendo películas sobre judíos, italianos e irlandeses porque no conocía otra cosa".

## Filmografía
Como director:
- 12 Angry Men (1957)
- Stage Struck (1958)
- Esa clase de mujer (1959)
- Piel de serpiente (1959)
- Panorama desde el puente (1961)
- Larga jornada hacia la noche (1962)
- El prestamista (1964)
- Punto límite (1964)
- La colina (1965)
- El grupo (1966)
- Llamada para un muerto (1966)
- Bye Bye Braverman (1968)
- La gaviota (1968)
- Una cita (1969)
- Last of the Mobile Hot Shots (1968)
- Supergolpe en Manhattan (1971)
- Perversión en las aulas (1972)
- Hasta los dioses se equivocan / La ofensa (1973)
- Serpico (1973)
- Lovin' Molly (1974)
- Asesinato en el Orient Express (1974)
- Tarde de perros (1975)
- Network (1976)
- Equus (1977)
- El mago (1978)
- Dime lo que quieres (1980)
- El príncipe de la ciudad (1981)
- Deathtrap (1982)
- Veredicto final (1982)
- Daniel (1983)
- Buscando a Greta (1984)
- Power (1986)
- A la mañana siguiente (1986)
- Un lugar en ninguna parte (1988)
- Negocios de familia (1989)
- Distrito 34: corrupción total / Preguntas sin respuestas (1990)
- Una extraña entre nosotros (1992)
- El abogado del diablo / Tan culpable como el pecado (1993)
- La noche cae sobre Manhattan (1997)
- En estado crítico (1997)
- Gloria (1999)
- Find Me Guilty (2006)
- Before the Devil Knows You're Dead (2007)

Como productor:
- Llamada para un muerto (1966)
- La gaviota (1968)
- Dime lo que quieres (1980)
- En estado crítico (1997)

Como guionista:
- Distrito 34: corrupción total / Preguntas sin respuestas (1990)
- La noche cae sobre Manhattan (1997)

## Premios y distinciones
Premios Óscar
| Año  | Categoría                     | Película                 | Resultado |
| ---- | ----------------------------- | ------------------------ | --------- |
| 1958 | Óscar a la mejor dirección    | Doce hombres sin piedad  | Nominado  |
| 1976 | Óscar a la mejor dirección    | Tarde de perros          | Nominado  |
| 1977 | Óscar a la mejor dirección    | Network                  | Nominado  |
| 1982 | Óscar al mejor guion adaptado | El príncipe de la ciudad | Nominado  |
| 1983 | Óscar a la mejor dirección    | Veredicto final          | Nominado  |
| 2005 | Óscar Honorífico              | Óscar Honorífico         | Ganador   |

Festival Internacional de Cine de Venecia
| Año  | Categoría        | Película                 | Resultado |
| ---- | ---------------- | ------------------------ | --------- |
| 1981 | Premio Pasinetti | El príncipe de la ciudad | Ganador   |

Festival Internacional de Cine de Berlín
| Año  | Categoría                         | Película                | Resultado |
| ---- | --------------------------------- | ----------------------- | --------- |
| 1957 | Oso de Oro                        | Doce hombres sin piedad | Ganador   |
| 1964 | Premio FIPRESCI. Mención de honor | El prestamista          | Ganador   |

Festival Internacional de Cine de San Sebastián
| Año  | Categoría       | Película          | Resultado |
| ---- | --------------- | ----------------- | --------- |
| 1960 | Concha de Plata | Piel de serpiente | Ganador   |